# Satinagemulde
Satinagemulde ist ein Begriff aus der Papierherstellung und bezeichnet eine Mulde, die im Walzenspalt eines Kalanders entsteht. 
Kalander bestehen aus kleineren Hartgusswalzen (Durchmesser 460 mm) und etwas größeren Papierwalzen (Durchmesser 600 mm). Die Hartgusswalzen drücken sich unter der, von  einer Hydraulik aufgebrachten, Belastung in die elastischen Papierwalzen ein, wodurch sich eine Satinagemulde bildet.
Im ersten Teil der Beanspruchungszone (vor der Mittellinie des Pressspaltes) verringert sich der Radius der elastischen Papierwalze durch Einmuldung. Damit verringert sich auch die Umfangsgeschwindigkeit derselben vom Beginn der Einmuldung an ständig bis zur Mittellinie. Die Belastung nimmt dadurch ständig zu. Dies führt zu einer Mikroschrumpfung des elastischen Walzenbezuges, wodurch es zu einer Scherbeanspruchung der Papierbahn im Walzenspalt kommt.
Nach einer überholten Ansicht über den Wirkmechanismus der Satinage sollten die Scherkräfte wiederum für den Mikroschlupf verantwortlich sein und den Bügeleffekt verursachen, der für die Glanzerzeugung wichtig sei.
Ist der Punkt der höchsten Belastung (Mittellinie Pressspalt) überschritten, so wiederholt sich der beschriebene Vorgang mit umgekehrten Vorzeichen, was die Satinagewirkung fortsetzt.